# Phrudocentra agari
Phrudocentra agari är en fjärilsart som beskrevs av Louis Beethoven Prout 1916. Phrudocentra agari ingår i släktet Phrudocentra och familjen mätare. Inga underarter finns listade i Catalogue of Life.